# Liste der Monuments historiques in Chevannay
Die Liste der Monuments historiques in Chevannay führt die Monuments historiques in der französischen Gemeinde Chevannay auf.

## Liste der Objekte
| Bezeichnung | Beschreibung                               | Standort                                   | Kennzeichnung | Schutzstatus | Datum | Bild |
| ----------- | ------------------------------------------ | ------------------------------------------ | ------------- | ------------ | ----- | ---- |
| Glocke      | Bronze, 1797 gegossen                      | in der Kirche Nativité-de-la-Vierge (Lage) | PM21000611    | Classé       | 1943  |      |
| Pietà       | Kalkstein, farbig gefasst, 16. Jahrhundert | in der Kirche Nativité-de-la-Vierge (Lage) | PM21000612    | Classé       | 1967  |      |